# Norse Mill von Breacleit

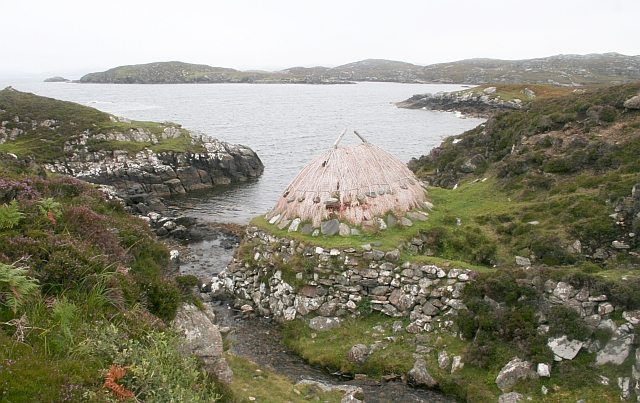
Norse Mill von Breacleit

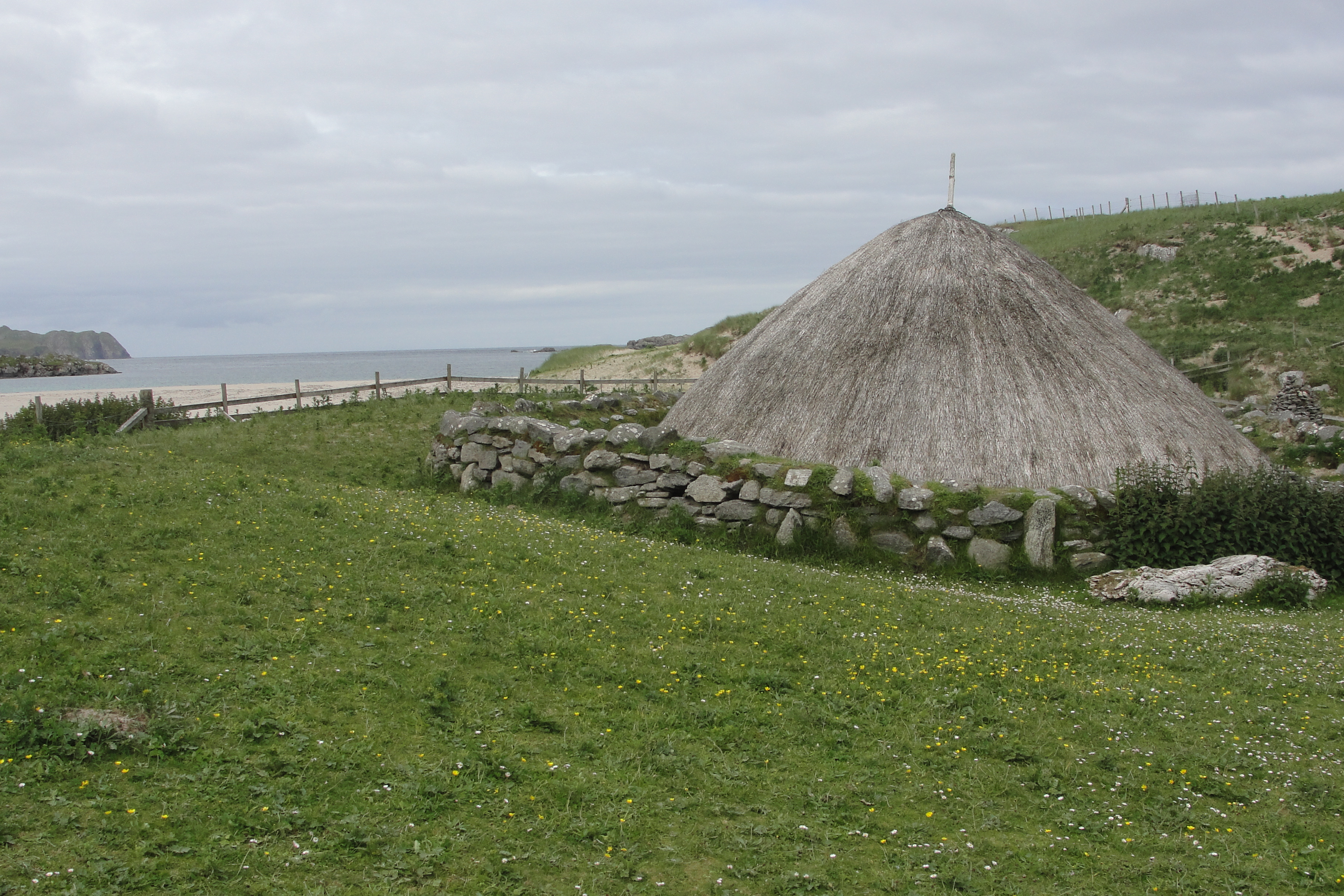
Eisenzeithaus von Bostadh

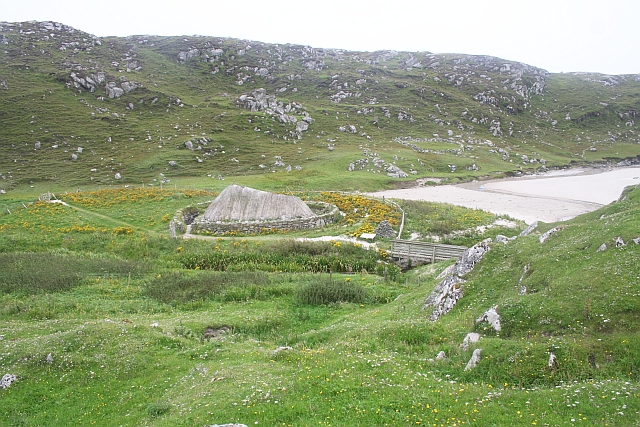
Eisenzeithaus

Die Norse Mill von Breacleit liegt auf der Hebrideninsel Great Bernera (schottisch-gälisch Beàrnaraigh) in Schottland. Sie ist über eine Brücke der B8059 mit der Insel Lewis and Harris verbunden. Der Standort der Horizontalrad-Wassermühle wird seit Jahrhunderten genutzt – wobei „Norse“ auf die Technologie und nicht auf die Erbauer der heutigen Mühle verweist.
Frühere Mühlendämme sind am See oberhalb der Mühle zu sehen, wenn der Wasserstand niedrig ist. Teile früherer Mühlsteine, die an diesen Stellen gefunden wurden, liegen jetzt an der Mühle. In den 1880er Jahren wurde die Mühle mit neuen Steinen restauriert und war bis zum Ersten Weltkrieg in Gebrauch. Die 1991 gegründete Historische Gesellschaft von Bernera „Comunn Eachdraidh Sgire Bhearnaraidh“ stellte 1995 mit Hilfe eines örtlichen Steinmetzes die Mühle wieder her.
Der Mühlentyp heißt „Norse Mill“ (Norseman = Normanne), was indiziert, dass sie aus Skandinavien nach Schottland gelangte. Allerdings wurden in Irland ähnliche Mühlen aus dem 6. Jahrhundert gefunden, also lange vor der Normannenzeit. Entweder ist die Ursprungsangabe (der Mühlentyp wird auch Click oder Clack Mill genannt) falsch oder die Normannen haben den Mühlentyp weiterentwickelt, der ursprünglich aus China stammen könnte.
Great Bernera ist bekannt für seine Siedlung aus der Eisenzeit, die möglicherweise von den Pikten gegründet wurde. Sie wurde 1992 von einem starken Sturm freigelegt und mittlerweile wieder mit Sand bedeckt, um sie zu schützen. Ein Nachbau eines solchen Hauses befindet sich in der Nähe von Bostadh im Norden der Insel.
Dun Bharabhat ist ein eisenzeitlicher Broch auf der Insel.